# Neoturris pileata
Espèce
Neoturris pileata est une espèce planctonique. 
Elle appartient au genre Neoturris de la famille des Pandeidae qui est une famille de cnidaires hydrozoaires de l'ordre des Anthoathecatae.

## Description
Cette espèce est de petite taille : environ 30 à 35 mm pouvant aller jusqu'à 40 mm lorsque la projection apicale est bien développée. Son ombrelle est haute et en forme de cloche avec une projection apicale variable. Cette projection apicale peut varier en taille selon les méduses ; elle peut faire plus d'un tiers de la hauteur totale de la méduse voire être complètement absente. Son vélum est étroit et son manubrium est grand sans pédoncule gastrique. Sa bouche a des lèvres très complexes crénulées et pliées. Ses quatre canaux radiaux sont larges et en forme de ruban. Les gonades se situent sur la paroi du manubrium en position adradiale (8 séries avec plis transversaux).
Elle possède tout autour de son ombrelle de nombreux tentacules, généralement 60 à 80 tentacules mais pouvant aller jusqu'à 90 tentacules. Ses gonades et son manubrium sont de couleur rouge - orangé. Elle ne possède pas d'ocelle,.

## Biologie
- Phase 1 : Formation d'une colonie, constituée d'hydrozoïdes (gastrozoïdes et dactylozoïdes) et de gonozoïdes, fixée sur une coquille de bivalve.
- Phase 2 : Bourgeonnement des gonozoïdes
- Phase 3 : Arrivée à maturité, on observe la libération de jeunes méduses
- Phase 4 : Méduse juvénile
- Phase 5 : Méduse adulte

Les jeunes méduses adultes apparaissent dans l'Atlantique vers le mois de mai et peuvent être trouvées jusqu'en octobre dans les eaux les plus au Nord. La durée de vie de cette méduse semble être de 3 à 4 mois.

## Répartition et habitat
Neoturris pileata est présente au Nord-est de l'Atlantique au niveau des côtes norvégiennes, de Cattégat et Skagerrak, des îles britanniques, dans la mer du Nord, au niveau de la baie Gascogne, au large du sud du Portugal et au niveau de la Méditerranée. On la retrouve également au milieu de l'océan Atlantique, en Islande et au niveau des côtes Ouest Africaines. Elle vit proche de la surface de la mer.

## Systématique
Le nom valide complet (avec auteur) de ce taxon est Neoturris pileata (Forsskål, 1775).
Neoturris pileata a pour synonymes :
- Carybdea pisifera Oken, 1815
- Leuckartiara abyssi (G.O. Sars, 1874)
- Medusa pileata Forsskål, 1775
- Neoturris abyssi (G.O. Sars, 1874)
- Oceania ampullacea Sars, 1835
- Oceania coccinea Leuckart, 1856
- Oceania constricta Patterson, 1859
- Oceania episcopalis Forbes, 1848
- Oceania lesueur Péron & Lesueur, 1810
- Oceania pileus de Blainville, 1830
- Perigonimus abyssi G.O. Sars, 1874
- Tiara papalis Lesson, 1843
- Tiara pileata (Forsskål, 1775)
- Turris coeca Hartlaub, 1892
- Turris digitale Forbes, 1846
- Turris pileata (Forsskål, 1775)

## Publication originale
- Forskål P. (1775). Descriptiones Animalium, Avium, Amphibiorum, Piscium, Insectorum, Vermium; quae in Itinere Orientali Observavit Petrus Forskål. Post Mortem Auctoris editit Carsten Niebuhr. Adjuncta est materia Medica Kahirina. Mölleri, Hafniae, 19 + xxxiv + 164 pp. lire